# علامة فرومنت
علامة فرومنت  (بالإنجليزية: Froment's sign)‏ هو اختبار خاص للمعصم لشلل العصب الزندي، وتحديداً، عمل العضلة المقربة لإبهام اليد. يمكن أن تشير إسترتيجية علامة فرومنت أيضًا إلى تأثير مسنن من حركات الذراع المقابل في مرض باركنسون.

## عملية الفحص
لإجراء الاختبار، يُطلب من المريض حمل شيء، عادةً ما يكون شيئًا مسطحًا مثل قطعة من الورق، بين الإبهام والسبابة (قبضة قرصة). يحاول الفاحص بعد ذلك إخراج الغرض من أيدي الشخص المعني.
- الشخص العادي سوف يكون قادرًا على الحفاظ على الغرض دون صعوبة.
- ومع ذلك، مع الشلل العصبي الزندي، سيواجه المريض صعوبة في الحفاظ على الانتظار وسيعوضه عن طريق ثني عضلة مثنية طويلة لإبهام اليد للحفاظ على ضغط الإمساك الذي يسبب تأثير القرص.[4]
- سريريًا، يظهر هذا التعويض على شكل انثناء للمفصل البيني للإبهام (بدلاً من التقريب، كما يحدث مع الاستخدام الصحيح العصب الزندي).
- ينتج عن تعويض اليد المصابة قبضة ضعيفة مع أطراف الإبهام والسبابة، ولذلك فإن الإبهام في ثني واضح.[4]
- لاحظ أن مثنية الإبهام الطويلة يعصب من قبل عصب بين العظمين أمامي.
- ينفصل الفرع بين العظم الأمامي بشكل تقريبي أكثر عن المعصم، في تقييم التمزقات بالقرب من الرسغ.
- ارتفاع ضغط الدم في وقت واحد من مفصل الإبهام MCP يدل على تسوية العصب الزندي. هذا هو المعروف أيضا باسم علامة جين.[3]